# Indoneesiella
Indoneesiella  é um gênero botânico da família Acanthaceae, encontrado na Índia.

## Espécies
As principais espécies são:
- Indoneesiella echioides
- Indoneesiella longipedunculata

## Nome e referências
Indoneesiella Sreemadhavan, 1968